# Andrij Bal
Andrij Bal (ukrajinsky Андрій Михайлович Баль; 16. února 1958 Rozdol – 9. srpna 2014 Kyjev) byl ukrajinský fotbalista, záložník, který reprezentoval někdejší Sovětský svaz. Po skončení aktivní kariéry působil jako trenér. Ke konci života trpěl trombózou, na kterou také 9. srpna 2014 ve věku 56 let zemřel.

## Fotbalová kariéra
V nejvyšší soutěži Sovětského svazu hrál za FK Karpaty Lvov a FK Dynamo Kyjev. S Dynamem Kyjev získal čtyřikrát mistrovský titul a čtyřikrát sovětský fotbalový pohár. Dále hrál v Izraeli za Maccabi Tel Aviv FC a Bnei Yehuda Tel Aviv FC. V Poháru mistrů evropských zemí nastoupil v 17 utkáních a dal 1 gól, v Poháru vítězů pohárů nastoupil v 9 utkáních a v Poháru UEFA nastoupil v 7 utkáních. Za reprezentaci Sovětského svazu nastoupil v letech 1981–1989 ve 20 utkáních a dal 1 gól. Byl členem reprezentace Sovětského svazu na Mistrovství světa ve fotbale 1982, nastoupil ve 4 utkáních a dal 1 gól. Na Mistrovství světa ve fotbale 1986 nastoupil ve 2 utkáních. S reprezentací Sovětského svazu získal v roce 1980 titul mistra Evropy do 21 let.

## Ligová bilance
| Ročník                               | Zápasy | Góly | Klub                    |
| ------------------------------------ | ------ | ---- | ----------------------- |
| Sovětská fotbalová Vysšaja liga 1977 | 18     | 2    | FK Karpaty Lvov         |
| Sovětská fotbalová Pervaja liga 1978 | 38     | 1    | FK Karpaty Lvov         |
| Sovětská fotbalová Pervaja liga 1979 | 44     | 8    | FK Karpaty Lvov         |
| Sovětská fotbalová Vysšaja liga 1980 | 34     | 1    | FK Karpaty Lvov         |
| Sovětská fotbalová Vysšaja liga 1981 | 30     | 3    | FK Dynamo Kyjev         |
| Sovětská fotbalová Vysšaja liga 1982 | 31     | 5    | FK Dynamo Kyjev         |
| Sovětská fotbalová Vysšaja liga 1983 | 25     | 1    | FK Dynamo Kyjev         |
| Sovětská fotbalová Vysšaja liga 1984 | 29     | 1    | FK Dynamo Kyjev         |
| Sovětská fotbalová Vysšaja liga 1985 | 31     | 1    | FK Dynamo Kyjev         |
| Sovětská fotbalová Vysšaja liga 1986 | 26     | 0    | FK Dynamo Kyjev         |
| Sovětská fotbalová Vysšaja liga 1987 | 23     | 0    | FK Dynamo Kyjev         |
| Sovětská fotbalová Vysšaja liga 1988 | 23     | 0    | FK Dynamo Kyjev         |
| Sovětská fotbalová Vysšaja liga 1989 | 18     | 0    | FK Dynamo Kyjev         |
| Sovětská fotbalová Vysšaja liga 1990 | 4      | 0    | FK Dynamo Kyjev         |
| 1. izraelská fotbalová liga 1990/91  | 28     | 4    | Maccabi Tel Aviv FC     |
| 1. izraelská fotbalová liga 1991/92  | 32     | 3    | Bnei Yehuda Tel Aviv FC |
| 1. izraelská fotbalová liga 1992/93  | 30     | 0    | Bnei Yehuda Tel Aviv FC |
| CELKEM 1. liga                       | 392    | 21   |                         |

## Trenérská kariéra
Trénoval v Izraeli tým Maccabi Herzlia a na Ukrajině FK Vorskla Poltava a FK Černomorec Oděsa.